# Roland Brandt

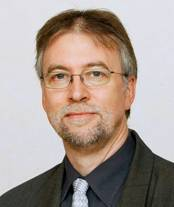
Roland Brandt

Roland Brandt (* 23. August 1960 in Bensheim, Hessen) ist ein deutscher Neurobiologe, Hochschullehrer, Wissenschaftlicher Beirat der AFI (Alzheimer Forschung Initiative) und Leiter der Abteilung Neurobiologie der Universität Osnabrück.

## Leben
Roland Brandt wuchs in Singen (Hohentwiel) auf und besuchte dort das Hegau-Gymnasium. Nach dem Studium der Biochemie und Philosophie an der Eberhard Karls Universität Tübingen (Baden-Württemberg) von 1983 bis 1988 wechselte Brandt an die Freie Universität Berlin, an der er 1990 zum Dr. rer. nat. promoviert wurde und sein Philosophiestudium ebenfalls 1990 mit dem Magister abschloss. Seine Dissertation, die er am Max-Planck-Institut für Molekulare Genetik in Berlin/Dahlem anfertigte, trug den Titel Wechselwirkung zwischen mRNA und Ribosomen in den ersten Schritten der prokaryontischen Proteinbiosynthese.
Von 1990 bis 1994 arbeitete Brandt als Forschungsstipendiat am Zentrum für neurologische Erkrankungen (CND) der Harvard Medical School in Boston (Massachusetts, USA). 1994 wurde er unabhängiger Forschungsgruppenleiter am Interdisziplinären Zentrum für Neurowissenschaften (IZN) der Ruprecht-Karls-Universität Heidelberg, an der er sich 1997 im Fach Zellbiologie habilitierte. Brandt blieb bis 2002 in Heidelberg, als er einen Ruf der Universität Osnabrück erhielt.
Seit 2002 ist Brandt Professor und Leiter der Abteilung für Neurobiologie an der Universität Osnabrück. Zudem ist er als Berater für verschiedene Organisationen und Unternehmen, unter anderem für die Alzheimer Forschung Initiative e.V. (AFI), tätig.
Roland Brandt ist Mitglied zahlreicher wissenschaftlicher Gesellschaften und bekleidet oder bekleidete verschiedene Funktionsstellen als Dekan des Fachbereichs Biologie/Chemie, Mitglied des Senats der Universität Osnabrück, Vorsitzender der Osnabrücker Wissenschaftlichen Gesellschaft (OWiG), Sprecher des naturwissenschaftlichen Beirats des Zentrums für Promovierende der Universität Osnabrück (ZePrOS) und Sprecher der Studiengruppe „Molekulare Neurobiologie“ der Gesellschaft für Biochemie und Molekularbiologie (GBM).
Er lebt in Osnabrück und hat drei erwachsene Kinder.

## Forschungsgebiete
Brandt befasst sich hauptsächlich mit der Untersuchung der Mechanismen der neuronalen Entwicklung und Degeneration auf der molekularen, zellulären und systemischen Ebene.

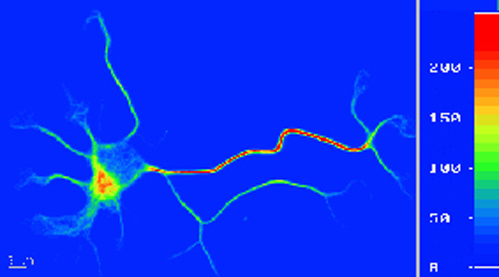
Farblich gekennzeichnete Verteilung von acetylierten Mikrotubuli in einer kultivierten Nervenzelle. Stabile Mikrotubuli sind vermehrt am Axon und an der perizentriolären Region nahe dem Zellkern angesiedelt.

Hierbei spielen insbesondere folgende Themen eine Rolle:
- Die Zellbiologie neurodegenerativer Erkrankungen
- Das Zellskelett bei der Entwicklung und beim Altern von Nervenzellen
- Entwicklung neuer „live cell imaging“ Verfahren zur Untersuchung der Proteindynamik in lebenden Nervenzellen

## Mitgliedschaften
- Wissenschaftlicher Beirat der Alzheimer Forschungsinitiative (AFI) (seit 2010)
- Osnabrücker Wissenschaftliche Gesellschaft (OWiG)
- American Society of Cell Biology (ASCB)
- Society for Neuroscience (SfN)
- Gesellschaft für Biochemie und Molekularbiologie (GBM)
- Neurowissenschaftliche Gesellschaft (NWG)
- Redaktion der Zeitschrift Current Neuropharmacology (seit 2008)
- Redaktion der Zeitschrift Frontiers in Neuroscience (seit 2010)
- Tutor für die Friedrich-Ebert-Stiftung (seit 2016)
- Ethikkommission der Universität Osnabrück (seit 2017)
- Redaktion der Zeitschrift Brain Research Bulletin (seit 2018)

## Werke
- Publikationsliste:
- Profil bei Google Scholar: